# رئيس مصر
رئيس جمهورية مصر العربية، هو رأس الدولة المنتخب. وفقًا لدستور 2014 وتعديلاته فإن رئيس الجمهورية هو القائد الأعلى للقوات المسلحة ورئيس السلطة التنفيذية، وتُحدد فترة الرئاسة بستة سنوات ميلادية، ولا يجوز إعادة انتخاب الرئيس إلا لمرة واحدة.
تعاقب على رئاسة مصر بعد إلغاء الملكية عقب ثورة 23 يوليو ست رؤساء على فترات تخللتها فترات انتقالية قصيرة، بدأت بالرئيس محمد نجيب الذي انتهت فترة رئاسته بعزله، ثم الرئيس جمال عبد الناصر الذي انتهت فترة رئاسته بوفاته، فالرئيس أنور السادات الذي انتهت فترة رئاسته باغتياله، تلاه الرئيس حسني مبارك الذي انتهت فترة رئاسته بتنحيه في أعقاب ثورة 25 يناير، ثم الرئيس محمد مرسي الذي انتهت فترة رئاسته بعزله، ويشغل المنصب حالياً الرئيس عبد الفتاح السيسي.

## نبذة تاريخية
أول رئيس لجمهورية مصر كان محمد نجيب، أحد قادة ثورة 23 يوليو لعام 1952، والذي تولى المنصب في 18 يونيو 1953 بعد إلغاء الملكية وهو اليوم الذي أُعلنت فيه مصر جمهورية.
تم تجميد النشاط الحزبي في مصر بعد أن صعد جمال عبد الناصر إلى سدة الحكم، لتدخل مصر مرحلة التنظيم السياسي الواحد ممثلاً في الاتحاد الاشتراكي في ظل نظام سلطوي ألغى التعددية الحزبية والممارسة الديموقراطية.
بعد وفاة الرئيس جمال عبد الناصر في 28 سبتمبر 1970، تولى السلطة مؤقتاً نائبه محمد أنور السادات إلى أن تم ترشيحه بواسطة مجلس الأمة لرئاسة الجمهورية وقد تمت الموافقة على رئاسته للجمهورية في الاستفتاء الشعبي الذي أُجري في منتصف أكتوبر 1970. وفي 20 مايو 1971 طلب السادات من مجلس الشعب وضع مشروع دستور جديد. فقام المجلس بوضع دستور عام 1971 واستمر العمل بهذا الدستور حوالي أربعين عاماً منذ إقراره في سبتمبر 1971 حتى قامت ثورة 25 يناير.
بعد الثورة المصرية عام 2011، أُجبر حسني مبارك، الذي شغل المنصب من 14 أكتوبر 1981 حتى 11 فبراير 2011، على التخلي عن منصبه عقب مطالبات شعبية بإعفائه من منصبه. فقام مبارك 10 فبراير 2011 بنقل صلاحيات الرئاسة إلى نائبه آنذاك عمر سليمان، مما جعل من سليمان رئيساً لفترة وجيزة بحكم الأمر الواقع. بعد استقالة مبارك، أصبح منصب رئيس الجمهورية خالي رسمياً وتولى المجلس الأعلى للقوات المسلحة، بقيادة المشير محمد حسين طنطاوي، القيام بمهام الجهاز التنفيذي للدولة. في 30 يونيو 2012 أدى محمد مرسي - رئيس جمهورية مصر الخامس - اليمين الدستورية كرئيس لجمهورية مصر العربية، بعد أن فاز في الانتخابات الرئاسية المصرية في 24 يونيو 2012.

## الوضع الدستوري لانتخاب رئيس الجمهورية
- دستور الجمهورية المصرية المعلن نتيجة الاستفتاء عليه في 25 يونيو 1956.[4][5][معلومة 1]
- الدستور المؤقت للجمهورية العربية المتحدة الصادر في دمشق قي 5 مارس 1958 والصادر في القاهرة في 13 مارس 1958.[6][معلومة 2]
- الإعلان الدستوري الصادر في 27 سبتمبر 1962.[7][معلومة 3]
- الدستور المؤقت للجمهورية العربية المتحدة الصادر في 25 مارس 1964.[8][معلومة 4]
- دستور اتحاد الجمهوريات العربية المتحدة المعلن نتيجة الاستفتاء عليه في 1 سبتمبر 1971.[9][معلومة 5]
- دستور جمهورية مصر العربية المعلن نتيجة الاستفتاء عليه في 12 سبتمبر 1971.[10][11][معلومة 6]
- تعديل دستور 1971 المعلن نتيجة الاستفتاء عليه في 24 مايو 1980.[12][13][معلومة 7]
- تعديل دستور 1971 المعلن نتيجة الاستفتاء عليه في 26 مايو 2005.[14][15][معلومة 8]
- تعديل دستور 1971 المعلن نتيجة الاستفتاء عليه في 28 مارس 2007.[16][17][معلومة 9]
- الإعلان الدستوري الصادر في 30 مارس 2011 عقب الاستفتاء على تعديلات دستور 1971.[18][معلومة 10]
- دستور جمهورية مصر العربية المعلن نتيجة الاستفتاء عليه في 25 ديسمبر 2012.[19][معلومة 11]
- بيان القيادة العامة للقوات المسلحة الصادر في 3 يوليو 2013.[20][معلومة 12]
- الإعلان الدستوري الصادر في 8 يوليو 2013 بعد تعطيل دستور 2012.[21][معلومة 13]
- دستور جمهورية مصر العربية المعلن نتيجة الاستفتاء عليه في 18 يناير 2014.[22][23][معلومة 14]
- تعديل دستور 2014 المعلن نتيجة الاستفتاء عليه في 23 أبريل 2019.[24][معلومة 15]

## رئيس الجمهورية في دستور مصر الحالي
طبقاً لدستور جمهورية مصر العربية المعلن نتيجة الاستفتاء عليه في 18 يناير 2014 وتعديل الدستور المعلن نتيجة الاستفتاء عليه في 23 أبريل 2019.

### السلطات الرئاسية
- طبقاً للمادة 139: رئيس الجمهورية هو رئيس الدولة ورئيس السلطة التنفيذية، يرعى مصالح الشعب ويحافظ على استقلال الوطن ووحدة أراضيه وسلامتها، ويلتزم بأحكام الدستور ويباشر اختصاصاته على النحو المبين به.

### انتخاب ومدة الرئيس
- المادة 140: ينتخب رئيس الجمهورية لمدة ست سنوات ميلادية، تبدأ من اليوم التالي لانتهاء مدة سلفه، ولا يجوز أن يتولى الرئاسة لأكثر من مدتين رئاسيتين متتاليتين. وتبدأ إجراءات انتخاب رئيس الجمهورية قبل انتهاء مدة الرئاسة بمائة وعشرين يوماً على الأقل، ويجب أن تعلن النتيجة قبل نهاية هذه المدة بثلاثين يوماً على الأقل. ولا يجوز لرئيس الجمهورية أن يشغل أي منصب حزبي طوال مدة الرئاسة.
- المادة 141: يشترط فيمن يترشح رئيساً للجمهورية أن يكون مصرياً من أبوين مصريين، وألا يكون قد حمل أو أي من والديه أو زوجه جنسية دولة أخرى، وأن يكون متمتعاً بحقوقه المدنية والسياسية، وأن يكون قد أدى الخدمة العسكرية أو أعفي منها قانوناً، وألا تقل سنه يوم فتح باب الترشح عن أربعين سنة ميلادية، ويحدد القانون شروط الترشح الأخرى.
- المادة 142: يشترط لقبول الترشح لرئاسة الجمهورية أن يزكي المترشح عشرون عضواً على الأقل من أعضاء مجلس النواب، أو أن يؤيده ما لا يقل عن خمسة وعشرين ألف مواطن ممن لهم حق الانتخاب في خمس عشرة محافظة على الأقل وبحد أدنى ألف مؤيد من كل محافظة منها. وفي جميع الأحوال لا يجوز تأييد أكثر من مترشح، وذلك على النحو الذي ينظمه القانون.
- المادة 143: ينتخب رئيس الجمهورية عن طريق الاقتراع العام السري المباشر، وذلك بالأغلبية المطلقة لعدد الأصوات الصحيحة، وينظم القانون إجراءات انتخاب رئيس الجمهورية.
- طبقاً للمادة 144: يشترط أن يؤدي رئيس الجمهورية قبل أن يتولى مهام منصبه أمام مجلس النواب اليمين الآتية: أقسم بالله العظيم أن أحافظ مخلصاً على النظام الجمهوري، وأن أحترم الدستور والقانون، وأن أرعى مصالح الشعب رعاية كاملة، وأن أحافظ على استقلال الوطن ووحدة وسلامة أراضيه. ويكون أداء اليمين أمام الجمعية العامة للمحكمة الدستورية العليا في حالة عدم وجود مجلس النواب.
- المادة 158: لرئيس الجمهورية أن يقدم استقالته إلى مجلس النواب، فإذا كان المجلس غير قائم، قدمها إلى الجمعية العامة للمحكمة الدستورية العليا.
- طبقاً للمادة 162: إذا تزامن خلو منصب رئيس الجمهورية مع إجراء استفتاء أو انتخاب مجلس النواب تعطى الأسبقية لانتخاب رئيس الجمهورية ويستمر المجلس لحين إتمام انتخاب الرئيس.
- المادة 231: تبدأ مدة الرئاسة التالية للعمل بهذا الدستور من تاريخ إعلان النتيجة النهائية للانتخابات.
- المادة 232: يستمر رئيس الجمهورية المؤقت في مباشرة السلطات المقررة لرئيس الجمهورية في الدستور حتى أداء رئيس الجمهورية المنتخب اليمين الدستورية.

### سحب الثقة
- المادة 161: يجوز لمجلس النواب اقتراح سحب الثقة من رئيس الجمهورية وإجراء انتخابات رئاسية مبكرة بناءً على طلب مسبب وموقع من أغلبية أعضاء مجلس النواب على الأقل وموافقة ثلثي أعضائه، ولا يجوز تقديم هذا الطلب لذات السبب خلال المدة الرئاسية إلا مرة واحدة. وبمجرد الموافقة على اقتراح سحب الثقة، يطرح أمر سحب الثقة من رئيس الجمهورية وإجراء انتخابات رئاسية مبكرة في استفتاء عام بدعوة من رئيس مجلس الوزراء، فإذا وافقت الأغلبية على قرار سحب الثقة، يعفى رئيس الجمهورية من منصبه ويعد منصب رئيس الجمهورية خالياً، وتجرى الانتخابات الرئاسية المبكرة خلال ستين يوماً من تاريخ إعلان نتيجة الاستفتاء، وإذا كانت نتيجة الاستفتاء بالرفض عد مجلس النواب منحلاً، ويدعو رئيس الجمهورية لانتخاب مجلس جديد للنواب خلال ثلاثين يوماً من تاريخ الحل.

### الاتهام والإدانة
- المادة 159: يكون اتهام رئيس الجمهورية بانتهاك أحكام الدستور أو بالخيانة العظمى أو أية جناية أخرى، بناءً على طلب موقع من أغلبية أعضاء مجلس النواب على الأقل، ولا يصدر قرار الاتهام إلا بأغلبية ثلثي أعضاء المجلس وبعد تحقيق يجريه معه النائب العام، وإذا كان به مانع يحل محله أحد مساعديه. وبمجرد صدور هذا القرار يوقف رئيس الجمهورية عن عمله، ويعتبر ذلك مانعاً مؤقتاً يحول دون مباشرته لاختصاصاته حتى صدور حكم في الدعوى. ويحاكم رئيس الجمهورية أمام محكمة خاصة يرأسها رئيس مجلس القضاء الأعلى وعضوية أقدم نائب لرئيس المحكمة الدستورية العليا وأقدم نائب لرئيس مجلس الدولة وأقدم رئيسين بمحاكم الاستئناف، ويتولى الادعاء أمامها النائب العام، وإذا قام بأحدهم مانع حل محله من يليه في الأقدمية، وأحكام المحكمة نهائية غير قابلة للطعن. وينظم القانون إجراءات التحقيق والمحاكمة، وإذا حكم بإدانة رئيس الجمهورية أعفى من منصبه مع عدم الإخلال بالعقوبات الأخرى.

وقد استند إلى هذه المادة دفاع الرئيس المعزول محمد مرسي للدفع بعدم الاختصاص الولائي لمحكمة الجنايات بنظر الدعوى.

### حالات الإنابة عن الرئيس
- المادة 160: إذا قام مانع مؤقت يحول دون مباشرة رئيس الجمهورية لسلطاته حل محله نائب رئيس الجمهورية، أو رئيس مجلس الوزراء عند عدم وجود نائب لرئيس الجمهورية أو تعذر حلوله محله. وعند خلو منصب رئيس الجمهورية للاستقالة أو الوفاة أو العجز الدائم عن العمل، يعلن مجلس النواب خلو المنصب، ويكون إعلان خلو المنصب بأغلبية ثلثي الأعضاء على الأقل إذا كان ذلك لأي سبب آخر، ويخطر مجلس النواب الهيئة الوطنية للانتخابات، ويباشر رئيس مجلس النواب مؤقتاً سلطات رئيس الجمهورية. وإذا كان مجلس النواب غير قائم، تحل الجمعية العامة للمحكمة الدستورية العليا ورئيسها محل المجلس ورئيسه فيما تقدم. وفي جميع الأحوال يجب أن ينتخب الرئيس الجديد في مدة لا تجاوز تسعين يوماً من تاريخ خلو المنصبـ وتبدأ مدة الرئاسة في هذه الحالة من تاريخ إعلان نتيجة الانتخاب. ولا يجوز لمن حل محل رئيس الجمهورية، أو رئيس الجمهورية المؤقت، أن يطلب تعديل الدستور، ولا أن يحل مجلس النواب أو مجلس الشيوخ، ولا أن يقيل الحكومة. كما لا يجوز لرئيس الجمهورية المؤقت أن يترشح لهذا المنصب.

### تعديل نصوص إعادة الانتخاب
- المادة 226: لرئيس الجمهورية أو لخمس أعضاء مجلس النواب، طلب تعديل مادة أو أكثر من مواد الدستور، ويجب أن يذكر في الطلب المواد المطلوب تعديلها، وأسباب التعديل. وفي جميع الأحوال، يناقش مجلس النواب طلب التعديل خلال ثلاثين يوماً من تاريخ تسلمه، ويصدر المجلس قراره بقبول طلب التعديل كلياً أو جزئياً بأغلبية أعضائه. وإذا رفض الطلب لا يجوز إعادة طلب تعديل المواد ذاتها قبل حلول دور الانعقاد التالي. وإذا وافق المجلس على طلب التعديل، يناقش نصوص المواد المطلوب تعديلها بعد ستين يوماً من تاريخ الموافقة، فإذا وافق على التعديل ثلثا عدد أعضاء المجلس، عرض على الشعب لاستفتائه عليه خلال ثلاثين يوماً من تاريخ صدور هذه الموافقة، ويكون التعديل نافذاً من تاريخ إعلان النتيجة، وموافقة أغلبية عدد الأصوات الصحيحة للمشاركين في الاستفتاء. وفي جميع الأحوال لا يجوز تعديل النصوص المتعلقة بإعادة انتخاب رئيس الجمهورية، أوبمبادئ الحرية أوالمساواة، ما لم يكن التعديل متعلقاً بالمزيد من الضمانات.

وتحتوي المادة في فقرتها الأخيرة نصا محصنا يحول دون تعديل النصوص المتعلقة بإعادة انتخاب رئيس الجمهورية أو مبادئ الحرية أو المساواة، إلا بمزيد من الضمانات.

## المقار الرسمية
المقر الرسمي ومكتب رئيس الجمهورية هو قصر الاتحادية، في مصر الجديدة، القاهرة. القصور الرئاسية الأخرى هي كما يلي:
- قصر القبة، القاهرة.
- قصر عابدين، القاهرة.
- قصر رأس التين، في الإسكندرية.
- قصر المنتزه، في الإسكندرية.
- قصر الطاهرة.[26]
- استراحة الرئاسة الكبرى بالقناطر الخيرية.[27]
- استراحة الرئاسة ببرج العرب.[26]
- استراحة الإسماعيلية.[26]

## التشريعات المنظمة لمؤسسة الرئاسة
تمت هيكلة وتنظيم مؤسسة رئاسة الجمهورية أكثر من مرة طبقاً للقوانين والقرارات التالية:
- قرار رئيس الجمهورية رقم 81 لسنة 1957 بشأن تحديد اختصاصات وزير رئاسة الجمهورية.[30]
- قرار رئيس الجمهورية رقم 2932 لسنة 1962 بشأن مباشرة سكرتير عام رياسة الجمهورية لاختصاصات الوزير في المسائل المالية والإدارية المتعلقة برياسة الجمهورية.[31]
- قرار رئيس الجمهورية رقم 2402 لسنة 1971 بشأن تنظيم رئاسة الجمهورية.[32]
- قرار رئيس الجمهورية رقم 434 لسنة 1973 بشأن إعادة تنظيم رئاسة الجمهورية.[33]
- قرار رئيس الجمهورية رقم 247 لسنة 1974 بشأن سكرتير رئيس الجمهورية للاتصالات الخارجية.[34]
- قرار رئيس الجمهورية رقم 1884 لسنة 1974 بشأن تحديد اختصاصات سكرتير الرئيس للاتصالات الخارجية.[35]
- قرار رئيس الجمهورية رقم 619 و 620 لسنة 1974 بشأن تحديد اختصاصات وزير رئاسة الجمهورية.[36]
- قرار رئيس الجمهورية رقم 758 لسنة 1974 بشأن تحديد اختصاصات رئيس ديوان رئيس الجمهورية.
- قرار رئيس الجمهورية رقم 1001 لسنة 1974 بشأن إعادة تنظيم رئاسة الجمهورية.[37]
- قرار رئيس الجمهورية رقم 223 لسنة 1978 بشأن إنشاء سكرتارية صحفية لرئاسة الجمهورية.[38]
- قانون رقم 20 لسنة 1979 بشأن صندوق الخدمات الطبية برئاسة الجمهورية.[39]
- قرار رئيس الجمهورية رقم 125 لسنة 1980 بشأن إلغاء منصب رئيس ديوان رئيس الجمهورية وإنشاء أمانة عامة برئاسة الجمهورية.[40]
- قرار رئيس الجمهورية رقم 126 لسنة 1980 بشأن إلغاء ديوان المظالم برئاسة الجمهورية.[41]
- قرار رئيس الجمهورية رقم 259 لسنة 1983 بشأن تشكيل رئاسة الجمهورية.[42]
- قرار رئيس الجمهورية رقم 260 لسنة 1983 بشأن تحديد اختصاصات أمين عام رئاسة الجمهورية.[43]
- قرار رئيس الجمهورية رقم 6 لسنة 1987 بشأن إضافة اختصاصات لأمين عام رئاسة الجمهورية.[44]
- قرار رئيس الجمهورية رقم 525 لسنة 1988 بشأن صندوق للأنشطة الإنتاجية والخدمية برئاسة الجمهورية.[45]
- قرار رئيس الجمهورية رقم 73 لسنة 1989 بشأن تشكيل رئاسة الجمهورية، والذي نظم العمل بين إدارات الرئاسة الثلاثة «ديوان رئاسة الجمهورية وسكرتارية رئيس الجمهورية ومكتب رئيس الجمهورية».[46]
- القانون رقم 370 لسنة 1993 بشأن تحديد المستوى الوظيفى لمنصب رئيس ديوان رئيس الجمهورية بدرجة وزير.[47]
- القانون رقم 2 لسنة 2000 بشأن تعيين رئيس ديوان رئيس الجمهورية وإعفائه من منصبه.[48]
- قرار رئيس الجمهورية رقم 277 لسنة 2006 باصدار اللائحة الأساسية لصندوق الخدمات الطبية برئاسة الجمهورية.[49]
- قرار رئيس الجمهورية رقم 188 لسنة 2015 بشأن اعتبار رئاسة الجمهورية ورئاسة مجلس الوزراء من الجهات ذات الطبيعة الخاصة.[50]
- قرار رئيس الجمهورية رقم 20 لسنة 2017 بشأن استثناء الوظائف القيادية والإدارية والإشرافية برئاسة الجمهورية ورئاسة مجلس الوزراء من أحكام المادتين (17، 20) من قانون الخدمة المدنية.[51]

## الهيكل التنظيمي لمؤسسة الرئاسة
طبقاً لقرار رئيس الجمهورية رقم 73 لسنة 1989 تشكل رئاسة الجمهورية على النحو التالي:
- نواب رئيس الجمهورية.
- مساعدي رئيس الجمهورية.
- مستشاري رئيس الجمهورية.
- ديوان رئيس الجمهورية.
  - ديوان كبير الياوران.
  - ديوان كبير الأمناء.
  - المتحدث الرسمي.[52][53]:202
- مكتب رئيس الجمهورية.
- السكرتارية الخاصة لرئيس الجمهورية:
  - السكرتير الخاص لرئيس الجمهورية.
  - سكرتير رئيس الجمهورية للشئون العسكرية.
  - سكرتير رئيس الجمهورية للمعلومات والمتابعة.
- تتبع قوات الحرس الجمهوري رئيس الجمهورية مباشرة.

## رئيس ديوان رئيس الجمهورية

### المهام
- يرأس ديوان رئيس الجمهورية ويمارس الاختصاصات المالية والإدارية وغيرها المنصوص عليها في القوانين واللوائح المقررة للوزراء بالنسبة لجميع أجهزة رئاسة الجمهورية وله أن يفوض في مباشرتها.
- عرض واستصدار القرارات الجمهورية.
- اتخاذ الإجراءات والترتيبات الخاصة بتنقلات رئيس الجمهورية داخل وخارج الجمهورية، وزيارات رؤساء الدول وكبار ضيوف الجمهورية، والاجتماعات والمؤتمرات والحفلات والمآدب التي يشرفها رئيس الجمهورية، وتجهيز أماكن الإقامة الخاصة برئيس الجمهورية، وكذا قصور الضيافة واستراحات رئاسة الجمهورية.
- عرض أوراق اعتماد سفراء الدول الأجانب على رئيس الجمهورية.
- عرض وإصدار البراءات التي يقررها رئيس الجمهورية بمنح القلائد والأوسمة والأنواط، وقبول الأجنبية منها.
- مراجعة الأحكام القضائية، وعرضها على رئيس الجمهورية لاعتمادها.
- تنسيق علاقة وزارة الدفاع والقيادة العامة للقوات المسلحة برئاسة الجمهورية فيما يتعلق بديوان كبير الياوران.
- تنظيم وبحث ودراسة الشكاوى والالتماسات المقدمة للرئيس ولرئاسة الجمهورية وعرض أو معالجة الفردية منها وتحليل ودراسة ما يمكن أن يكون له دلالة عامة وإعداد تقارير بشأنها.
- مسئول عن جميع ما يختص بركابات وسيارات رئاسة الجمهورية.
- استقبال السفراء والمبعوثين الأجانب فيما يتعلق بممارسة اختصاصاته.
- الاتصال بالسلطات المصرية والأجنبية في كل ما يتعلق بممارسة اختصاصاته.
- يقوم بأي مهام أخرى يكلفه بها رئيس الجمهورية.[54]

### التقسيمات التابعة
- مكتب رئيس الديوان.
- ديوان كبير الياوران.
- ديوان كبير الأمناء.
- المتحدث الرسمي.[52][53]:202
- المستشار القانوني.
- مساعد رئيس الديوان للشئون المالية والأفراد.
- مساعد رئيس الديوان للشئون الإدارية.
- مساعد رئيس الديوان للشئون الهندسية.
- الإدارة المركزية للتحرير والترجمة.
- الإدارة المركزية للتخطيط والتنظيم والتفتيش.
- الإدارة المركزية القانونية.
- الإدارة المركزية للعلاقات العامة.
- الإدارة المركزية للأمن.
- الإدارة العامة للطيران.
- الإدارة العامة للجوازات.
- الإدارة العامة للمعلومات والتوثيق.
- إدارة الإعلام.
- مكتب شئون اللاجئين السياسيين.
- الخدمات الطبية (صندوق الخدمات الطبية).

### شاغلو المنصب
- أحمد علي.[55][56]
- أشرف غريب الداودي.[57]
- مصطفى شريف.[58]
- هشام الشريف.[58]
- عبد المؤمن فودة "قائم بالأعمال".[59]
- محمد رفاعة الطهطاوي.[58]
- زكريا عزمي.[58][60]
- حسن أحمد كامل.[61][62]
- محمد حافظ إسماعيل.[63]

## مدير مكتب رئيس الجمهورية
- المستشار / عمر مروان "حالياً".[64]
- اللواء / محسن عبد النبي.[65]
- اللواء / عباس كامل.[66]
- أحمد عبد العاطي.[67]
- أسامة الباز (مدير مكتب رئيس الجمهورية للشئون السياسية).
- محمود عبد اللطيف الجيار (مدير مكتب رئيس الجمهورية للشئون الداخلية).[68][69]
- حلمي محمد السعيد (مدير مكتب رئيس الجمهورية لشئون التخطيط).[70]
- صلاح الدين هدايت (مدير مكتب رئيس الجمهورية للشئون العلمية).[71]

## سكرتارية رئيس الجمهورية
تختص السكرتارية الخاصة بأمن مقر إقامة الرئيس سواء كان داخل أو خارج القاهرة وعرض الأوراق على الرئيس بتنظيم برنامج العمل اليومي وأي اتصالات ترد إليه وأي مهام تكلف بها. ويقع مقر عمل السكرتارية الخاصة بمبنى السكرتارية الخاصة بجوار الحرس الجمهوري أمام دار الهيئة الهندسية.
ويتكون هيكل السكرتارية من:
- رئيس السكرتارية الخاصة ويتبعه:
  - سكرتارية المعلومات والمتابعة.
  - سكرتارية فنية.
  - سكرتارية خاصة.[72][73]

### شاغلو المنصب

#### السكرتارية الخاصة

##### خلال فترة الرئيس عبد الفتاح السيسي
- تامر عصام الدين فتحي «السكرتير الخاص».[74]

##### خلال فترة الرئيس محمد مرسي
- خالد القزاز «سكرتير».[75]
- أمين الصيرفي «سكرتير».[76]

##### خلال فترة الرئيس حسني مبارك
- جمال عبد العزيز «رئيس السكرتارية الخاصة».[77]
- مصطفى شاهين «سكرتير خاص» (أغسطس 2006 - ).[72]
- حسين محمد حسين «سكرتير خاص».[72]
- عادل عثمان «سكرتير خاص».[73]
- أبو الوفا رشوان «سكرتير خاص» ( - نوفمبر 2010).[72]
- مدحت صدقي «سكرتير خاص».[78]
- عبد الوهاب سعيد زكي «سكرتير خاص».[79]

##### خلال فترة الرئيس أنور السادات
- فوزي عبد الحافظ «سكرتير خاص».[80]

##### خلال فترة الرئيس جمال عبد الناصر
- محمد أحمد «سكرتير».[81]
- فؤاد عبد الحي «سكرتير».[82]

#### سكرتارية المعلومات والمتابعة
- سليمان عواد («نوفمبر 2004 - » خلال فترة الرئيس حسني مبارك).[72][73]
- سامح شكري («1995 - 1999» خلال فترة الرئيس حسني مبارك).[83]
- مصطفى الفقي («1985 - 1992» خلال فترة الرئيس حسني مبارك).[84]
- سامي شرف (خلال فترة الرئيس جمال عبد الناصر).

#### السكرتارية الفنية
- فوزي شاكر (خلال فترة الرئيس حسني مبارك).[72]

#### السكرتارية العامة (غير مفعلة حاليا)
- عبد المجيد فريد «سكرتير عام» («22 أبريل 1960 -» خلال فترة الرئيس جمال عبد الناصر).[85]
- محمد أحمد البلتاجى «سكرتير عام» («7 يونيو 1958 -» خلال فترة الرئيس جمال عبد الناصر).[86]

#### سكرتارية الاتصالات الخارجية (غير مفعلة حاليا)
- أشرف مروان (خلال فترة الرئيس جمال عبد الناصر والرئيس أنور السادات).

#### السكرتارية الصحفية (غير مفعلة حاليا)
- سعد زغلول نصار (خلال فترة الرئيس أنور السادات).

## المتحدث الرسمي لرئاسة الجمهورية
استحدث هذا المنصب في عام 2004 مع تعيين أول متحدث رسمي بقرار من رئيس ديوان رئيس الجمهورية.

### شاغلو المنصب
- محمد الشناوي "حالياً".[87]
- أحمد فهمي.[88]
- بسام راضي.[89][90]
- علاء يوسف.[91]
- إيهاب بدوي.[92][93]
- إيهاب فهمي، عمر عامر.[92][94]
- ياسر علي.[92][95]
- سليمان عواد.[92][96]
- ماجد عبد الفتاح.[52][92]

## أمانة رئاسة الجمهورية

### الأمين العام
- محمد مختار.[97]
- أحمد إيهاب.[98]
- عبد العزيز الشريف.[99]
- طارق عبد العزيز.[100]
- عبد المجيد فريد.[101]
- محمود حسين عبد الناصر.[102]
- زكريا عزمي.[103]
- عز الدين أحمد مختار.[104]
- أحمد رؤوف أسعد.[105]
- حسن التهامي.[106]

### كبير الأمناء
- حاتم القناوي.[107]
- أشرف بكير.[108]
- سعيد كمال زادة.[109]
- إسماعيل مصطفى سرهنك.[110]
- صلاح الشاهد.[111]

## كبير الياوران
- لواء أركان حرب / حسام علي بدر "حالياً".[112]
- لواء أركان حرب / صبري السيد يوسف.[113]
- لواء أركان حرب / عبد المنعم فودة.[114]
- لواء أركان حرب / ساجي لاشين.[115]
- لواء أركان حرب / حسن علام.[116]
- لواء أركان حرب / أسامة منتصر.[117]
- الفريق / محمد سعيد الماحي.[118]
- الفريق / محمد رشاد حسن.[119][120]
- الفريق / محمد سعد الدين شريف.[121]

## الجهات التابعة لرئيس الجمهورية

### الأجهزة
- جهاز المخابرات العامة.[122]:مرافق م1
- الجهاز المركزي للمحاسبات.[123][124][125][126]:م1

### الهيئات
- هيئة الرقابة الإدارية.[127]:م1
- الهيئة القومية لسلامة الغذاء.[128][129]:م2
- الهيئة العربية للتصنيع[130][131]
- الهيئة العامة للاستعلامات.[132][133]:م8[134]:م1
- الهيئة العامة للاعتماد والرقابة الصحية.[135]:م26

### المجالس
- مجلس الدفاع الوطني.[136][137][138][139][140][141][142][143][144]
- المجلس الاستشاري لعلماء وخبراء مصر.[145]:م1
- المجلس الصحي المصري.[146]:م2، مرافق م1
- مجلس أمناء المتحف المصري الكبير.[147][148][149]:م6
- مجلس الهيئات القضائية.[150][151]

### المجالس القومية
- مجلس الأمن القومي.[152][153][154][155][156]
- المجلس القومي للمرأة.[157]:مرافق م1
- المجلس القومي للمدفوعات.[158]:م1

### المجالس العليا
- المجلس الأعلى لمواجهة الإرهاب والتطرف.[159]: م3
- المجلس الأعلى للاستخدامات السلمية للطاقة النووية.[160]:م3
- المجلس الأعلى للسياحة.[161][162]:م1
- المجلس الأعلى للاستثمار.[163]:م1[164]:ب4، ف1، م68
- المجلس الأعلى للتصدير.[165]:م1[166]:م1

### المجالس التخصصية
- المجلس التخصصي لتنمية المجتمع.[167][168]
- المجلس التخصصي للتعليم والبحث العلمي.[167][168]
- المجلس التخصصي للتنمية الاقتصادية.[167][168]
- المجلس التخصصي للسياسة الخارجية والأمن القومي.[167][168]

### أخرى
- البنك المركزي.[169]:م2
- وكالة الفضاء المصرية.[170]:م1
- الأكاديمية الوطنية لتأهيل وتدريب الشباب.[171]:م1
- مكتبة الإسكندرية.[172][173]:م1

## قائمة الرؤساء
| الترتيب | الاسم             | الصورة                 | بداية الرئاسة  | نهاية الرئاسة  | نوع الحكم      | الخلفية السياسية                      | ملاحظات |
| ------- | ----------------- | ---------------------- | -------------- | -------------- | -------------- | ------------------------------------- | --- |
| 1       | محمد نجيب         |                        | 18 يونيو 1953  | 25 فبراير 1954 | رئيس الجمهورية |                                       | ألغيت الملكية وأعلنت الجمهورية وعين محمد نجيب كأول رئيس للجمهورية إلى أن عزل في 14 نوفمبر 1954. |
| *       | جمال عبد الناصر   |                        | 25 فبراير 1954 | 27 فبراير 1954 | فترة انتقالية  | رئيس مجلس قيادة الثورة                | أصدر مجلس قيادة الثورة بيان إقالة الرئيس محمد نجيب في 25 فبراير 1954 على أن تؤول اختصاصاته إلى مجلس قيادة الثورة برئاسة جمال عبد الناصر. في 27 فبراير 1954 أعلن مجلس قيادة الثورة عودة اللواء / محمد نجيب رئيساً للجمهورية. |
| 1       | محمد نجيب         |                        | 27 فبراير 1954 | 14 نوفمبر 1954 | رئيس الجمهورية |                                       | |
| *       | جمال عبد الناصر   |                        | 14 نوفمبر 1954 | 25 يونيو 1956  | فترة انتقالية  | رئيس مجلس قيادة الثورة                | ظل منصب رئيس الجمهورية شاغراً بناء على قرار مجلس قيادة الثورة. ومارس رئيس المجلس وقتها (جمال عبد الناصر) صلاحيات رئيس الجمهورية |
| 2       | جمال عبد الناصر   |                        | 25 يونيو 1956  | 9 يونيو 1967   | رئيس الجمهورية |                                       | أجري استفتاء على شخص رئيس الجمهورية في 23 يونيو 1956 واختير عبد الناصر رئيساً في 25 يونيو 1956. تنحى عن منصبه بعد إعلانه عن تحمله مسئولية الهزيمة في حرب 1967. |
| *       | زكريا محيي الدين  |                        | 9 يونيو 1967   | 11 يونيو 1967  | فترة انتقالية  |                                       | تولى الحكم نتيجة تنحي جمال عبد الناصر، واستقال من منصبه نتيجة مظاهرات شعبية نادت بعودة عبد الناصر مجدداً. |
| 2       | جمال عبد الناصر   |                        | 11 يونيو 1967  | 28 سبتمبر 1970 | رئيس الجمهورية |                                       | توفيّ نتيجة نوبة قلبية. |
| *       | محمد أنور السادات |                        | 28 سبتمبر 1970 | 17 أكتوبر 1970 | فترة انتقالية  |                                       | تولى الحكم بصفته نائب رئيس الجمهورية طبقاً لدستور 1964 المؤقت لحين عقد الاستفتاء على الرئيس الجديد. |
| 3       | محمد أنور السادات |                        | 17 أكتوبر 1970 | 6 أكتوبر 1981  | رئيس الجمهورية | الحزب الوطني الديمقراطي               | اختير في 17 أكتوبر 1970 رئيساً للجمهورية عن طريق الاستفتاء الذي أجري في 15 أكتوبر 1970. اُغتيل في 6 أكتوبر 1981 أثناء حضوره عرض عسكري احتفالاً بذكرى حرب أكتوبر. |
| *       | صوفي أبو طالب     |                        | 6 أكتوبر 1981  | 14 أكتوبر 1981 | فترة انتقالية  | رئيس مجلس الشعب                       | |
| 4       | محمد حسني مبارك   |                        | 14 أكتوبر 1981 | 11 فبراير 2011 | رئيس الجمهورية | الحزب الوطني الديمقراطي               | تنحى عن منصبه إثر مطالبات برحيله في ثورة 25 يناير 2011، ثم قُدّم للمحاكمة وتوفي في فبراير 2020. |
| *       | محمد حسين طنطاوي  |                        | 11 فبراير 2011 | 24 يونيو 2012  | فترة انتقالية  | رئيس المجلس الأعلى للقوات المسلحة     | تولى إدارة الدولة بصفة مؤقتة كرئيس للمجلس الأعلى للقوات المسلحة. |
| 5       | محمد مرسي         |                        | 24 يونيو 2012  | 3 يوليو 2013   | رئيس الجمهورية | حزب الحرية والعدالة                   | أول رئيس مدني منتخب في تاريخ مصر. عزل في 3 يوليو 2013 عقب مظاهرات طالبت برحيله، وأعلن عن إجراءات صحبت ذلك عرفت بخارطة الطريق، عارضها المؤيدون لمحمد مرسي وقتها واعتبروها انقلاباً عسكرياً، بينما أيدها المتظاهرون والمعارضون لمرسي وقتها واعتبروا ذلك ثورة وتأييداً لمطالب شعبية. قُدّم لاحقا للمحاكمة بعد إخفائه وتوفي خلال إحدى جلسات محاكمته في 17 يونيو عام 2019. |
| *       | عدلي منصور        |                        | 3 يوليو 2013   | 3 يونيو 2014   | فترة انتقالية  | رئيس المحكمة الدستورية العليا         | |
| 6       | عبد الفتاح السيسي | AbdelFattah Elsisi.jpg | 3 يونيو 2014   | حالياً          | رئيس الجمهورية | ترشح للرئاسة مستقلاً دون الانتساب لحزب | |